# Befolkningsstatistik
Befolkningsstatistik är statistik som visar folkmängden och dess utveckling i ett land eller annan geografisk region. Statistiken redovisa uppgifter som exempelvis födda och döda och befolkningens fördelning med avseende på ålder, kön, civilstånd, boende, arbete, hälsa och andra mätbara uppgifter. 
Statlig befolkningsstatistik framställs, sammanställs och redovisas av ansvarig myndighet. Det finns också internationellt statistiksamarbete för olika områden. I Sverige är det Statistiska centralbyrån som ansvarar för officiell statistik. Befolkningsstatistik kan användas som underlag för forskning inom olika vetenskaper.